# Hồ Đường Gia Sơn
Hồ Đường Gia Sơn (tiếng Trung: 唐家山堰塞湖) là một hồ được tạo bởi con đập từ vụ lở đất trên sông Tiên trong trận động đất Tứ Xuyên năm 2008. Tên hồ này lấy theo ngọn núi Đường Gia Sơn gần đó. Ngày 24 tháng 5 năm 2008, mực nước dâng 2 m mỗi ngày, khiến cho hồ đạt độ sâu 23 m, dưới mức chắn 29 m của đập. Đến thời điểm ngày 9 tháng 6 năm 2008, hơn 250.000 dân tại Miên Dương phải di tản khỏi khu vực này để tránh trường hợp đập của hồ này bị vỡ.
Một hồ tương tự ở tỉnh này được tạo ra cách đây 222 năm đã gây ra một trong những thảm họa tồi tệ nhất do lở đất. Ngày 10 tháng 6 năm 1786, một con đập do lở đất ở sông Đại Độ tại Tứ Xuyên do một trận động đất tạo ra trước đó 10 ngày đã bị vỡ tung gây ra lũ lụt 1400 km hạ lưu và lấy đi sinh mạng của 100.000 người.
Một trận dư chấn khá mạnh vào ngày Chủ nhật (8/6/2008) đã gây rung chuyển hồ này và đe dọa hơn 1 triệu dân hạ lưu cũng như gây lở đất ở các núi xung quanh. Trung Quốc đã cử các đơn vị quân đội sử dụng thuốc nổ, thiết bị và thậm chí tên lửa để đào một con kênh thoát để giảm áp lực nước trong hồ lên con đập.